# Kouri (Dori)
Pour les articles homonymes, voir Kouri.
Ne doit pas être confondu avec Kouri (Tô) ou Kouri (Ouahigouya).
Kouri est une localité située dans le département de Dori de la province du Séno dans région Sahel au Burkina Faso.